# Lista râurilor din Grecia
Aceasta este o listă a râurilor care izvorăsc sau traversează teritoriul Republicii Elene. Cursurile care debușează în mare sunt luate după succesiunea lor pe linia de coastă. Afluenții sunt sortați după emisarul în care curg. Între paranteze este trecută confluența.

## Afluenți

### Marea Adriatică
- Vjosë/Aoos (Αώος) (lângă Novoselë, Albania)
  - Drino/Drinos (la Tepelenë, Albania)

### Marea Ionică
- Thiamis (Θύαμις) (lângă Igoumenitsa)
- Aheron (Αχέρων) (lângă Parga)
- Arachthos (Άραχθος) (la sud de Kommeno)
- Acheloos (Αχελώος) (la sud de Dioni)
  - Megdovas (Μέγδοβας) (lângă Fragkista)
  - Agrafiotis (Αγραφιώτης) (lângă Fragkista)
  - Granitsiotis (Γρανιτσιώτης) (lângă Granitsa)
- Evinos (Εύηνος) (lângă Mesolongion)
- Mornos (Μόρνος) (lângă Nafpaktos)
- Haradros (Χάραδρος) (la Patras)
- Glafkos (Γλαύκος) (la Patras)
- Piros (Πείρος) (la Dymi)
- Pinios (lângă Gastouni)
- Alfios (Αλφειός) (lângă Pyrgos)
  - Erimanthos (Ερύμανθος) (lângă Kallithea)
  - Ladonas (Λάδωνας) (lângă Kallithea)
    - Aroanios (lângă Filia)
    - Paios
    - Tragos
    - Melaon
    - Lagaiano (la Lagadia)

  - Lousios (lângă Gortyna)
- Neda (lângă Kyparissia)
- Pamisos (lângă Messene)
- Eurotas (la Elos)

### Marea Egee
Râurile de aici sunt dispuse de la sud (Capul Malea) spre nord-est (granița cu Turcia).
- Inachos (la Nea Kios)
- Spercheios (lângă Lamia)
  - Gorgopotamos (lângă Lamia)
- Pinios (la Stomio)
  - Titarisios (la Ampelonas)
  - Enipefs (la Farkadona)
- Haliacmon (a Methoni)
- Axios/Vardar (lângă Salonic)
- Gallikos (lângă Salonic)
- Strymonas/Struma (la Amphipolis)
- Nestos/Mesta (lângă Keramoti)
  - Despatis/Dospat (lângă Sidironero)
- Evros/Marița/Meriç (lângă Alexandroupoli)
  - Erythropotamos/Luda reka (lângă Didymoteicho)
  - Ardas/Arda (lângă Edirne, Turcia)